# Frederick William Kahapula Beckley Jr.
Frederick William Kahapula Beckley Jr. (1874. május 7. – 1943. december 20.) őslakos hawaii politikus, történész, pedagógus. A Hawaii Felsőbíróság utolsó tolmácsa a Hawaii Királyságban, és az első hawaii nyelvi professzor a Hawaii Egyetem.

## Élete
1874. május 7-én született Honolulun, az idősebb Frederick William Kahapula Beckley és Emma Kaili Metcalf fiaként. Ősei anyai és apai ágán vezetők voltak, mint Ho’olulu és George Charles Beckley kapitány, akik mind a ketten I. Kamehameha király tanácsadói voltak. Apja 1881-ben meghalt, anyja 1887-ben házasodott újra, férje Moses Kuea Nakuina lett. Már fiatal korában érdekelte a hawaii nyelv és történelem. Iskolái a Saint Louis School, Kamehameha Schools és az Oahu College voltak.
Beckley volt a Legfelsőbb Bíróság utolsó hivatalos tolmácsa a Hawaii Királyság megdöntése előtt. Ezt követően továbbra is tolmácsként dolgozott, és 1906-tól 1914-ig Hawaii területének első kerületi bíróságának tolmácsa volt. 1900-ban indult a Hawaii Területi Képviselőházba Maui képviseletében a Robert William Wilcox egykori royalista forradalmár által vezetett Home Rule Party jelöltjeként. A törvényhozásban 1901-ben és 1902-ben alelnöki tisztséget töltött be, 1903 és 1904 között a Ház elnöke volt. Később csatlakozott a Hawaii Republikánus Párthoz.
Későbbi életében pedagógus lett. Hawaii történelmet és nyelvet tanított a McKinley High Schoolban, 1922-ben pedig a Hawaii Egyetem első hawaii nyelvi professzora lett.
Felesége Alice L. K. Heanu, akivel 1902. október 2-án házasodott össze. Kilenc gyermekük született. Beckley 1943. december 20-án halt meg.

## Bibliográfia
- Bacchilega, Cristina. Legendary Hawaiʻi and the Politics of Place: Tradition, Translation, and Tourism. Philadelphia: University of Pennsylvania Press (2011). ISBN 978-0-8122-0117-8. OCLC 759158207
- Hawaii. Roster Legislatures of Hawaii, 1841–1918. Honolulu: Hawaiian Gazette Company (1918). OCLC 60737418
- Ritter, Charles F.. American Legislative Leaders, 1850–1910. New York: Greenwood Press (1989). ISBN 978-0-313-23943-4. OCLC 18523119